# Гудзь Олег Володимирович
Оле́г Володи́мирович Гу́дзь — підполковник Державної прикордонної служби України, учасник російсько-української війни.

## З життєпису
У бою з терористами був поранений, лікувався у Вінницькому госпіталі, коли одужав — служить далі.
Станом на березень 2017 року — військовослужбовець Луганського прикордонного загіну.

## Нагороди
За особисту мужність і героїзм, виявлені у захисті державного суверенітету та територіальної цілісності України, вірність військовій присязі під час російсько-української війни
- нагороджений орденом «За мужність» III ступеня (22.1.2015).